# پسران قایق‌سوار
پسران قایق‌سوار (به انگلیسی: The Boys in the Boat) یک فیلم ورزشی و زندگی‌نامه‌ای آمریکایی محصول سال ۲۰۲۳ به تهیه‌کنندگی و کارگردانی جرج کلونی بر اساس فیلمنامه‌ای از مارک ال. اسمیت، بر اساس کتاب سال ۲۰۱۳ دنیل جیمز براون است. این فیلم تیم قایقرانی دانشگاه واشینگتن و تلاش آنها برای شرکت در بازی‌های المپیک تابستانی ۱۹۳۶ را دنبال می‌کند. جوئل اجرتون در نقش مربی آل اولبریکسون پدر و کلوم ترنر در نقش قایقران جو رانتز بازی می‌کنند.
این فیلم اولین نمایش جهانی خود را در ۱۱ دسامبر ۲۰۲۳ در لس آنجلس داشت و توسط آمازون ام‌جی‌ام استودیوز در ایالات متحده در ۲۵ دسامبر و در سطح بین‌المللی توسط برادران وارنر پیکچرز به نمایش درآمد. این فیلم ۵۵ میلیون دلار فروخت و نقدهای متفاوتی از منتقدان دریافت کرد.

## ساخت
فیلمبرداری اصلی در مارس ۲۰۲۲ آغاز شد، و قرار بود در استودیو فیلم در بارکشر، و همچنین در لس آنجلس و برلین انجام شود.

## بازخوردها
- در وب‌سایت جمع‌آوری نقد راتن تومیتوز از نظرات ۱۵۶ منتقد با میانگین امتیاز ۶ از ۱۰ مثبت است.
- در متاکریتیک، که از میانگین وزنی استفاده می‌کند، بر اساس رای ۳۵ منتقد، امتیاز ۵۴ از ۱۰۰ را به فیلم اختصاص داد که نشان دهنده نقدهای "مختلط یا متوسط" است.
- مخاطبان نظرسنجی شده توسط سینماسکور نمره متوسط "A" را در مقیاس A + تا F به فیلم داد، در حالی که پست‌ترک گزارش داد که ۸۶٪ تماشاگران فیلم به آن نمره مثبت دادند.

## گیشه
در ایالات متحده و کانادا، این فیلم در کنار فراری و رنگ ارغوانی اکران شد و پیش‌بینی می‌شد در روز اول آن از ۲۵۵۷ سینما ۲ تا ۳ میلیون دلار بفروشد. این فیلم در نهایت ۵٫۷ میلیون دلار درآمد داشت و در گیشه در رده هشتم قرار گرفت. آخر هفته بعد، فیلم ۸٫۳ میلیون دلار فروخت، و در گیشه در رده ششم قرار گرفت و مجموعاً ۲۱٫۹ میلیون دلار در هفته اول اکرانش فروخت. در آخر هفته دوم این فیلم ۶ میلیون دلار فروش کرد و در رتبه ششم باقی ماند.